# Новаки-Бистранські
Новаки-Бистранські (хорв. Novaki Bistranski) — населений пункт у Хорватії, у Загребській жупанії у складі громади Бистра.

## Населення
Населення за даними перепису 2011 року становило 763 осіб.
Динаміка чисельності населення поселення:

## Клімат
Середня річна температура становить 10,26 °C, середня максимальна – 24,40 °C, а середня мінімальна – -6,30 °C. Середня річна кількість опадів – 947 мм.
| Клімат поселення                              | Клімат поселення | Клімат поселення | Клімат поселення | Клімат поселення | Клімат поселення | Клімат поселення | Клімат поселення | Клімат поселення | Клімат поселення | Клімат поселення | Клімат поселення | Клімат поселення | Клімат поселення |
| Показник                                      | Січ.             | Лют.             | Бер.             | Квіт.            | Трав.            | Черв.            | Лип.             | Серп.            | Вер.             | Жовт.            | Лист.            | Груд.            |                  |
| Середній максимум, °C                         | 5,78             | 7,82             | 12,20            | 16,57            | 21,28            | 24,40            | 23,73            | 23,09            | 19,17            | 14,20            | 8,23             | 4,74             |                  |
| Середня температура, °C                       | −0,26            | 1,78             | 6,14             | 10,52            | 15,25            | 18,35            | 20,08            | 19,46            | 15,53            | 10,57            | 4,58             | 1,10             |                  |
| Середній мінімум, °C                          | −6,3             | −4,26            | 0,11             | 4,47             | 9,20             | 12,31            | 16,45            | 15,82            | 11,90            | 6,94             | 0,97             | −2,53            |                  |
| Норма опадів, мм                              | 50               | 49               | 62               | 69               | 81               | 105              | 89               | 94               | 95               | 93               | 92               | 68               |                  |
| Середньомісячна швидкість вітру, м/с          | 1.66             | 1.82             | 2.23             | 2.15             | 2.01             | 1.81             | 1.80             | 1.61             | 1.59             | 1.61             | 1.71             | 1.71             |                  |
| Середньомісячна сонячна радіація, кДж/м²·день | 4111             | 6855             | 10479            | 14797            | 18926            | 20768            | 21584            | 18769            | 13852            | 8558             | 4523             | 3298             |                  |
| --------------------------------------------- | ---------------- | ---------------- | ---------------- | ---------------- | ---------------- | ---------------- | ---------------- | ---------------- | ---------------- | ---------------- | ---------------- | ---------------- | ---------------- |
| Джерело:                                      |                  |                  |                  |                  |                  |                  |                  |                  |                  |                  |                  |                  |                  |